# Chiltern
Chiltern é um dos quatro distritos de Buckinghamshire, governo local no sul da Inglaterra central. As principais cidades do distrito são Amersham e Chesham. Foi criada em 1 de Abril de 1974 através da fusão dos distrito urbano de Chesham e distrito rural de Amersham.